# 柳生武芸帳 双龍秘剣
『柳生武芸帳 双竜秘剣』（やぎゅうぶげいちょうそうりゅうひけん）は、1958年1月3日に公開された、監督稲垣浩。当時『週刊新潮』に連載されていた五味康祐の「柳生武芸帳」が原作の、二部作映画の後編。カラー、東宝スコープ。
時は徳川家光の政権下、徳川幕府のみならず、朝廷さえも脅かす程の秘密が書かれた「柳生武芸帳」、柳生一族と兵法者・山田浮月斎がこれを手中にするため、血で血を洗う争いを繰り広げる様子を描いた作品である。

## スタッフなど
- 製作：田中友幸
- 監督：稲垣浩
- 脚本： 稲垣浩、若尾徳平
- 撮影：中井朝一
- 美術：植田寛、北猛夫
- 原作 :五味康祐
- 編集 : 黒岩義民
- 音楽：伊福部昭
- チーフ助監督 : 福田純[4]
- 助監督 : 高瀬昌弘[4]

## 配役
- 鶴田浩二 : 大月千四郎[4]
- 三船敏郎 : 大月多三郎[4]
- 乙羽信子 : 清姫[4]
- 久我美子 : 夕姫[4]
- 岡田茉莉子 : まや／りか[4]
- 松本幸四郎 : 柳生兵庫介[4]
- 中村扇雀（二代目）: 柳生又十郎[4]
- 岩井半四郎 : 徳川家光[4]
- 戸上城太郎 : 柳生十兵衛[4]
- 小堀明男 : 松平伊豆守[4]
- 大河内傳次郎 : 柳生宗矩[4]
- 上田吉二郎 : 大道法眼[4]
- 左卜全 : 大久保彦左衛門[4]
- 富田仲次郎 : 麻生の吉郎[4]
- 小杉義男 : 印南勘十郎[4]
- 東野英治郎 : 山田浮月斉[4]
- 村上冬樹 : 坂和田喜左衛門[4]
- 広瀬正一 : 唯野四八郎[4]
- 大村千吉 : 戸塚左門次[4]
- 北野八代子[4]
- 三田照子 : 居酒屋の女房[4]
- 伊藤実[4]
- 緒方燐作[4]
- 山田圭介[4]
- 西條悦朗 : 馬木藤九郎[4]
- 大友伸[4]
- 佐田豊 : 関所の役人[4]
- 沢村いき雄 : 居酒屋の亭主[4]
- 桜井巨郎 : 宿の番頭[4]
- 久世龍[4]
- 今泉廉[4]
- 池田生二[4]
- 向井淳一郎[4]
- 松尾文人[4]
- 大橋史典[4]
- 長島武夫[4]
- 岡部正[4]
- 宇野晃司[4]
- 岩本弘司[4]
- 宇留木耕嗣[4]
- 渋谷英男[4]

## 併映作品
- 『社長三代記』